# Otogi 2: Immortal Warriors
Otogi 2: Immortal Warriors (ofta förkortat Otogi 2) är ett hack and slash-spel utvecklat av From Software och publicerat av Sega för Xbox. Titeln är det andra TV-spelet i spelserien Otogi. Spelet är en efterföljare till Otogi: Myth of Demons, som utgavs ett år tidigare.